# 萊爾姆施唐格山
47°04′49″N 11°39′16″E / 47.080196°N 11.654309°E

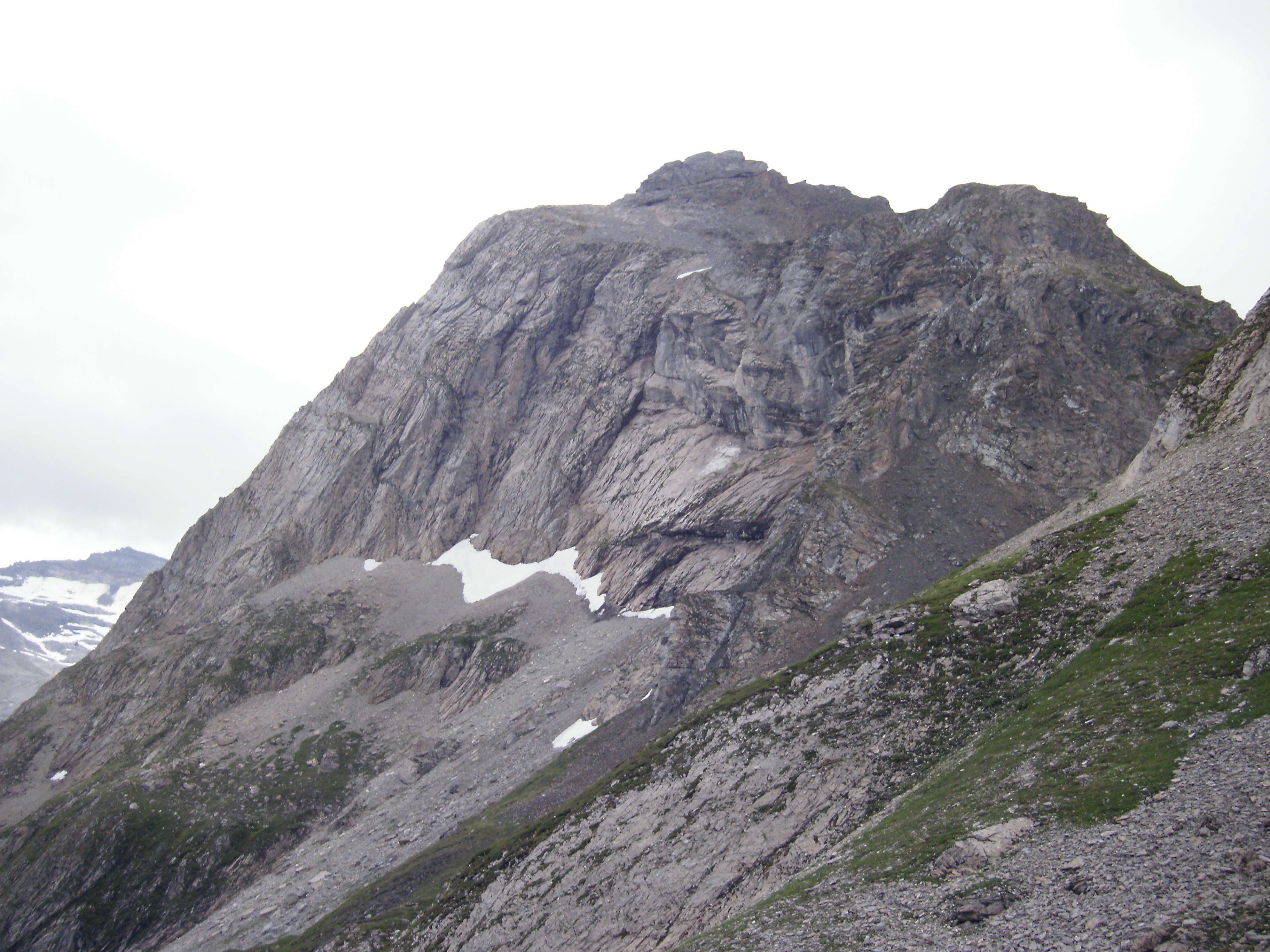

萊爾姆施唐格山（德語：Lärmstange），是奧地利的山峰，位於該國西部，由蒂羅爾州負責管轄，屬於齊勒塔爾阿爾卑斯山脈的一部分，海拔高度2,686米，每年平均降雨量1,971毫米。